# Johann Nikolaus von Hontheim
Johann Nikolaus von Hontheim, surtout connu sous son nom pseudonyme de Justinus Febronius, né le 27 janvier 1701 à Trèves (Saint-Empire, Électorat de Trèves) et mort le 2 septembre 1790 au château de Montquintin, à Montquintin en Gaume (Saint-Empire, actuellement en Belgique), est un évêque, théologien et historien du Saint-Empire. Il est l'auteur du fébronianisme, un système politico-ecclésiastique qui a eu une très grande influence dans le dernier tiers du XVIIIe siècle.

## Biographie
Né à Trèves, il appartenait à une famille noble liée depuis de nombreuses générations avec la cour et le diocèse de l'archevêque électeur ; son père, Kaspar von Hontheim, était receveur-général de l'archidiocèse. À l'âge de douze ans le jeune Hontheim reçut une prébende que lui donna dans son église son oncle maternel, Hugo Friedrich von Anethan, chanoine de la collégiale Saint-Siméon (qui en ce temps-là occupait toujours la Porta Nigra romaine à Trèves), et le 13 mai 1713 il reçut la tonsure. Il fut instruit au collège jésuite de Trèves et aux universités de Trèves, de Louvain et de Leyde, et reçut le titre de docteur en droit à Trèves en 1724. Les années suivantes il voyagea dans divers pays européens, passant quelque temps au Collège allemand de Rome ; en 1728 il fut ordonné prêtre et admis officiellement au chapitre de Saint-Siméon en 1732, il devint professeur à l'université de Trèves.
En 1738 il alla à Coblence comme fonctionnaire de l'archevêque-électeur. En cette qualité il eut toute latitude pour constater quel était le résultat de l'ingérence de la Curie romaine dans les affaires intérieures de l'Empire, notamment dans les négociations qui précédèrent l'élection des empereurs Charles VII et François Ier et auxquelles Hontheim prit part en tant qu'assistant de l'ambassadeur de l'archevêque-électeur. Il semble que ce furent les revendications excessives du nonce apostolique dans ces occasions et son ingérence dans les affaires concernant le collège des électeurs qui suggérèrent pour la première fois à Hontheim d'examiner de façon critique sur quoi se fondaient les prétentions pontificales, et il publia par la suite ses conclusions sous le pseudonyme de Justinus Febronius.
En 1747, affaibli par le surmenage, il démissionna de son poste et prit sa retraite à Saint-Siméon, où il fut élu doyen l'année suivante. En mai 1748 l'archevêque-électeur Francis George (von Schönborn) le choisit pour son suffragant, et le consacra à Mayence, en février 1749, comme évêque in partibus de Myriophyte. L'archevêque de Trèves était pratiquement un grand prince mondain et c'est sur Hontheim comme suffragant et vicaire général que retomba toute l'administration spirituelle du diocèse ; jusqu'en 1778 il s'acquitta seul de ce travail, qui s'ajoutait à celui de pro-chancelier de l'université, jusqu'à ce que Jean-Marie Cuchot d'Herbain fût nommé son coadjuteur. Le 21 avril 1779, accablé par l'âge, il démissionna de son poste de doyen de Saint-Siméon. Il mourut le 2 septembre 1790 en célébrant la messe dans la petite église romane, à proximité de son château de Montquintin entre Orval et Virton, en Belgique, une propriété qu'il avait acquise du Comte de Baillet-Latour en 1760. Il fut enterré d'abord à Saint-Siméon ; mais l'église fut détruite par les Français pendant les guerres de la Révolution et ne fut jamais rebâtie ; en 1803 le corps de Hontheim fut transféré à Saint-Gervais, intégré depuis lors dans le gymnasium de Trèves.

## Épitaphes
Monseigneur de Hontheim, faisait de fréquents séjours à l’abbaye de Juvigny, où il avait une nièce, Justina, dont le nom en religion était Febronia. Ainsi, ce prélat se serait inspiré du nom de Justina Febronia von Hontheim pour signer ses écrits du pseudonyme de "Justinus Febronius". Il reste de lui 2 dalles funéraires (l’une à Trèves, en marbre noir, visible actuellement au gymnasium ; l’autre, qui est un cénotaphe, à Montquintin, dans l'église proche du château) avec épitaphes en latin et lettres majuscules :

### Pierre tombale à Trèves
IOANNES.NICOLAUS.AB.HONTHEIM. Jean-Nicolas de Hontheim.EPISCOPUS.MYRIOPHITANUS. Évêque de Myriophyte. SUFFRAGANEUS.TREVIRENSIS. Suffragant de Trèves. DOMINUS.IN.MONTQUINTIN.COUVREUX.ROUVROIS.DAMPICOURT. Seigneur de Montquintin, Couvreux, Rouvrois, Dampicourt. POST.SEXAGENTA.ET.ULTRA.ANNORUM.LABORES. après plus de soixante années de travail. REQUIEM.QUAESIVIT.ET.HIC.INVENIT. a cherché le repos et ici l’a trouvé. NATUS.27.IANUARII.ANNO.MDCCI. né le 27 janvier 1701. OBIIT.DIE.2.SEPTEMBRIS.MDCCXXXX. mort le 2 septembre 1790. TANDEM.LIBER.TANDEM.TUTUS.TANDEM.AETERNUS. désormais libre, désormais sauf, désormais éternel. R.I.P. Qu’il repose en paix !

### Inscription sur le cénotaphe de Montquintin
HIC.
IN.CASTRO.OBIIT.
II. SEPTEMBR.ANN.MDCCXC.
IOANNES.NICOLAUS.AB.HONTEIM.
EPISCOPUS. MYRIOPHITANUS.
SUFFRAGANEUS.TREVIRENSIS.
DOMINUS.IN.MONTQUINTIN.
CONDOMINUS.IN.DAMPICOURT.
ET.
ROUVROIX.
TREVIRIS.XXVII.IAN.MDCCI.NATUS.
IBIDEM.BIDUO.POST.MORTEM.TUMULATUS.
IN.PROSPERIS.ET.ADVERSIS.
SEMPER.SIBI.PRAESENS.
AMICUS.CONSTANS.
PRUDENS.ET.
PIUS.
PATER.SUORUM.
PATER.PAUPERUM.
PATRUE.
AVE.ATQUE.VALE.
R[equiescas].I[n].P[ace].
Ce qui signifie : "Ici, au château est mort le 2 septembre 1790 Jean-Nicolas de Hontheim, évêque de Myriophyte, suffragant de Trèves, seigneur de Montquintin, co-seigneur de Dampicourt et Rouvrois. Né le 27 janvier 1701 à Trèves et là-même inhumé deux jours après sa mort. Dans le bonheur ou le malheur, toujours en éveil, ami constant, sage et pieux, un père pour les siens, un père pour les pauvres. Mon oncle, salut et adieu. R[equiescas]. R[epose].E[n]. P[aix].!"
Ce dernier texte d'épitaphe est dû à son neveu et héritier, Jean-Jacques de Hontheim, né à Trèves le 4 décembre 1741 et mort à Montquintin le 3 mai 1821.

## Réalisations
La réputation de Hontheim comme historien repose sur ses contributions à l'histoire de Trèves. Il avait, pendant la période de son activité comme fonctionnaire à Coblence, trouvé le temps de recueillir une vaste quantité de documents d'imprimés et de manuscrits qui fournirent la matière de trois ouvrages sur l'histoire de Trèves. De ceux-ci la Historia Trevirensis diplomatica et pragmatica fut publiée en 3 volumes in-folio en 1750, le Prodromus historiae Trevirensis en 2 volumes en 1757. On y trouve, outre une histoire de Trèves et de son origine, un grand nombre de documents et de références à des œuvres publiées faisant autorité. Un troisième travail, la Historiae scriptorum et monumentarum Trevirensis amplissima collectio est toujours manuscrite à la bibliothèque de la ville de Trèves. Ces livres, résultat d'un énorme travail pour la collation et la sélection dans les circonstances très difficiles, confèrent à Hontheim à la gloire d'un pionnier dans les méthodes historiques modernes.
C'est pourtant sous le nom de Febronius que l'on se souvient le mieux de Hontheim (via le fébronianisme). L'auteur du livre fut connu à Rome presque dès la publication ; mais ce n'est qu'au bout de plusieurs années (1778) qu'il fut appelé à Rome pour s'expliquer. Les menaces du pouvoir spirituel étaient renforcées par une menace de l'archevêque-électeur de démettre avec lui de leurs charges tous ses amis ; si bien que Hontheim après avoir beaucoup hésité et beaucoup correspondu, finit par signer une soumission qui fut regardée à Rome comme satisfaisante, bien qu'il refusât toujours d'admettre, comme on le lui demandait. Le retrait de la censure arriva en 1781 quand Hontheim publia à Francfort un livre qu'il prétendit être une preuve qu'il s'était soumis de son plein gré. L'ouvrage pourtant, évitait soigneusement la plupart des questions brûlantes et tendait à montrer - comme effectivement sa correspondance le prouve - que Hontheim n'avait nullement changé son point de vue. Mais Rome le laissa désormais tranquille.